# غشاء قاعدي (أذن)
الغِشاءِ القاعِدِي (بالإنجليزية: Basilar membrane) (وباختصار BM) هو أحد الغشائين الخلويين المتواجدين في قوقعة الأذن الداخلية، الغشاء الآخر هو الغشاء السقفي (TM). تكمن مهمته في الفصل بين أنبوبين مملوءين بالسائل يعملان على طول لفائف القوقعة، والقناة القوقعة، والقناة الطبلية. يتحرك الغشاء القاعدي للأعلى وللأسفل استجابةً للموجات الصوتية الواردة، والتي يتم تحويلها إلى موجات متحركة على طول الغشاء القاعدي.

## صور إضافية

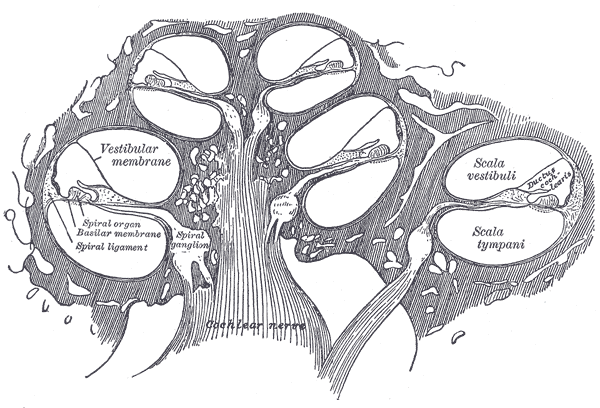
مقطع طولي رسومي من القوقعة.
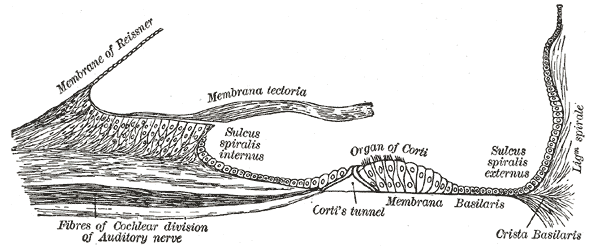
أرضية قناة قوقعة الأذن.
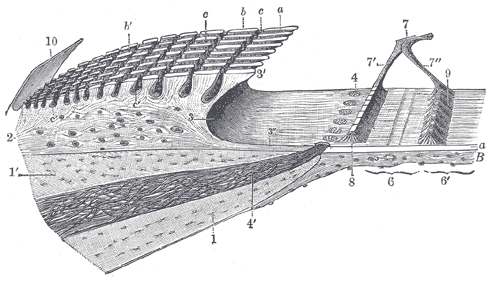
حوف حلزوني وغشاء قاعدي.
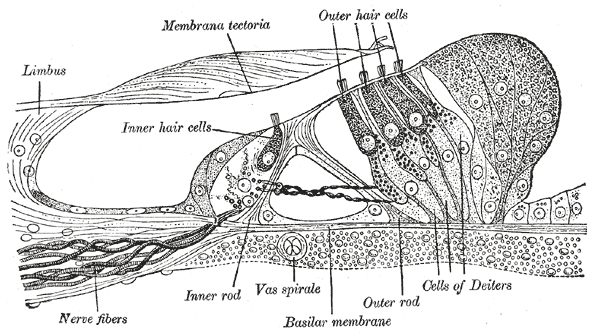
مقطع عبر العضو اللولبي كورتي (مكبّر)
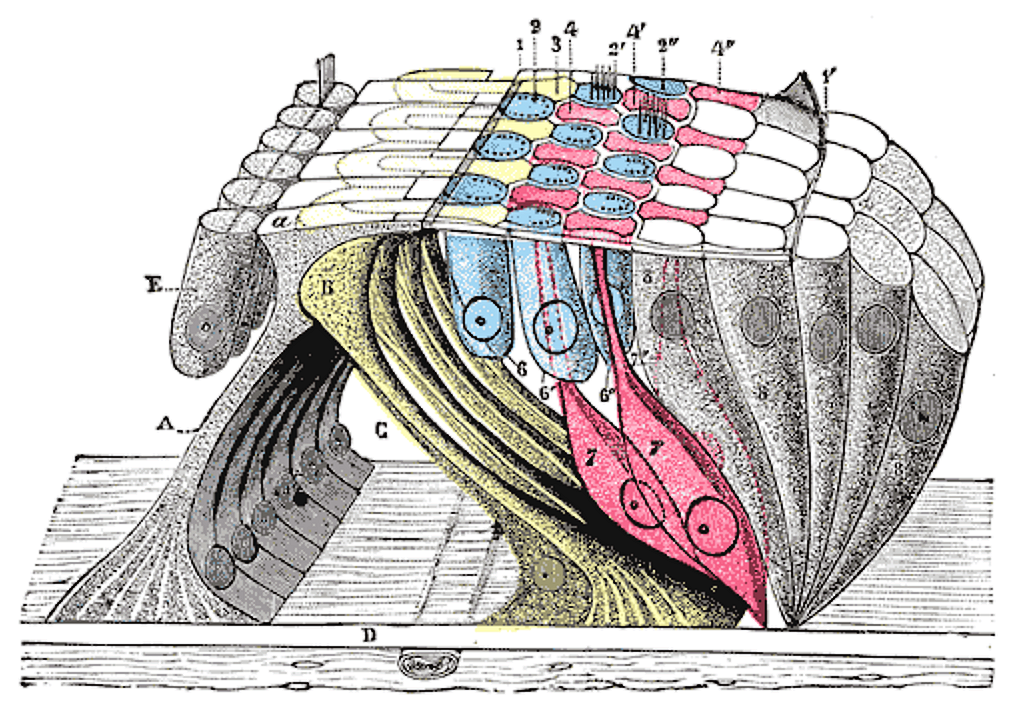
الغشاء الشبكي والتراكيب الفرعية.

## روابط خارجية
- علم الأعصاب السمعي للأذن العديد من الرسوم المتحركة التي تظهر حركة الغشاء القاعدي في ظل ظروف التحفيز المختلفة
- التشريح الوظيفي للأذن الداخلية: الكثير من الصور والرسوم المتحركة والتفسيرات الوظيفية الموجزة للغاية
- Basilar Membrane Simulator Video ومخطوطات لمحاكاة الغشاء Basilar
- دور الغشاء القاعدي في استقبال الصوت : شرح جيد ورسوم بيانية